# Hipster

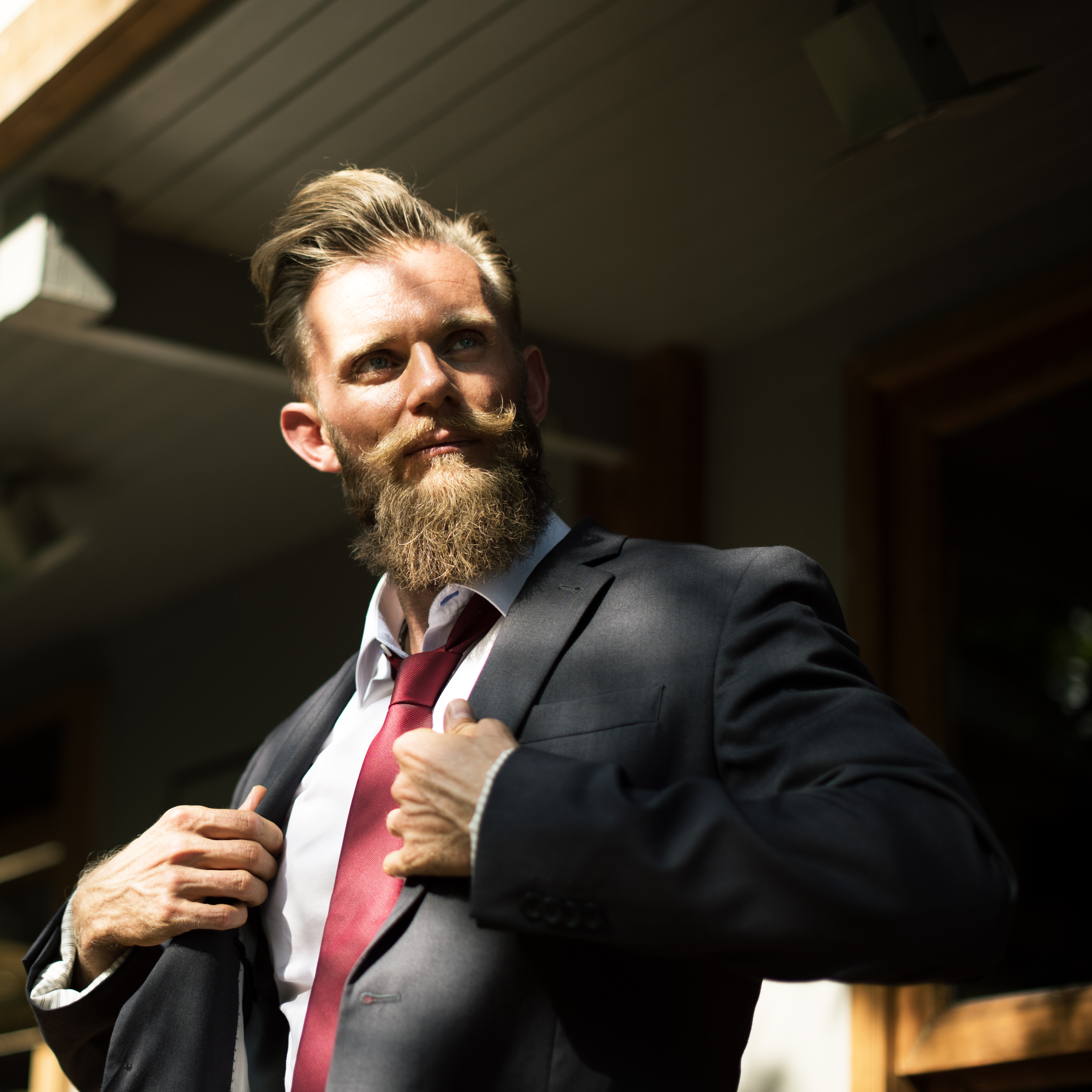
Um homem vestido de moda Hipster

Hipster é composta estereotipicamente de jovens adultos que residem principalmente em bairros gentrificados. Ele é amplamente associado a músicas e gêneros indie e alternativo, como chill-out, folk, rock moderno, pop rock e pós-britpop. Hipsters também freqüentemente ostentam uma variada sensibilidade forma não-mainstream, vestindo vintage e brechó de roupas-bought; mantêm visões pacifistas e verdes; são geralmente veganos; consomem alimentos orgânicos e artesanais e de microcervejaria; e vivem um estilo de vida alternativo. A subcultura consiste tipicamente de jovens adultos brancos vivendo em áreas urbanas. Ele foi descrito como "um caldeirão de estilos, gostos e comportamentos mutante e transatlântico ".
O termo, criado nos anos 1940, foi inicialmente ligado à música; ressurgiu nos anos 1990, sendo então associado não apenas à música independente mas a outras formas de expressão artística (cinema, literatura, design, moda, artes visuais), afinal definindo um estilo de vida alternativo, baseado em padrões estéticos, de consumo e de comportamento não convencionais ou não perfeitamente identificados com a cultura de massa.
A cultura hipster foi descrita como uma mistura de estilos, gostos e comportamentos sempre em mutação. Segundo Christian Lorentzen, do Time Out New York, "o hipsterismo fetichiza a autenticidade" dos elementos de todos os "movimentos marginais do pós-guerra — beat, hippie, punk e mesmo o grunge" — e se baseia na "reserva cultural de etnicidades não fundidas", para "regurgitar tudo isso com uma inautenticidade faiscante." Para outros, como Arsel e Thompson, hipster, mais do que um grupo objetivo de pessoas, é uma mitologia cultural ou a cristalização de um estereótipo mediatizado, gerado com o propósito de compreender, categorizar e trazer o consumidor de cultura indie para o mercado.

## História

### Origens na década de 1940
O termo "hipster" foi cunhado durante a era do jazz, quando "hip" surgiu como um adjetivo para descrever os fãs da tendência na época. Embora as origens exatas do adjetivo sejam objeto de disputa: alguns dizem que ele seria um derivado de "hop", uma gíria para ópio, enquanto outros acreditam que seja oriundo da palavra africana ocidental "hipi", significando "abrir os olhos". No entanto, "hip" finalmente adquiriu o sufixo inglês "ster" (como em "spinster" ou gângster), e "hipster" foi apropriado pela língua inglesa.
O primeiro dicionário a listar a palavra é o curto glossário For Characters Who Don't Dig Jive Talk ("Para Pessoas que não compreendem gíria Jive"), no qual estava listado um álbum de Harry Gibson de 1944, Boogie Woogie In Blue. O verbete para "hipsters" os definia como "sujeitos que curtem jazz". Inicialmente, hipsters eram, predominantemente, jovens brancos de classe média procurando imitar o estilo de vida dos músicos de jazz negros que eles seguiam. Em The Jazz Scene (1959), o historiador Eric Hobsbawm descreve a linguagem hipster (referida como "jive-talk" ou "hipster-talk") como "gírias ou jargões elaborados para diferenciar o grupo das pessoas de fora". No entanto, a subcultura se expandiu rapidamente e, após a Segunda Guerra Mundial (1939-1945), foi envolvida por uma crescente tendência literária. Jack Kerouac descreveu os hipsters de 1940 como pessoas "subindo e vagabundeando pela América, vadiando e pegando carona em toda a parte, como elementos de uma espiritualidade especial." Em seu ensaio "The White Negro" (O negro branco), Norman Mailer caracterizou os hipsters existencialistas americanos, vivendo uma vida cercada pela morte (aniquilada pela guerra atômica ou estrangulada pela conformidade social) e optando, ao invés disso, por "divorciar-se da sociedade, para existir sem raízes, para partir em uma jornada não mapeada pelos imperativos rebelde seu próprio ser."

### Final da década de 1990 e atualmente
Hipsters são os amigos que zombam de você quando você começa a gostar de Coldplay. Eles são as pessoas que vestem camisetas de tela de seda com citações de filmes dos quais você nunca ouviu falar e são os únicos na América que ainda acham que Pabst Blue Ribbon é uma boa cerveja. Eles usam chapéus de cowboys e boinas e acham que Kanye West roubou seus óculos de sol. Tudo a respeito deles é construído exatamente de forma a fazer parecer que eles simplesmente não se importam.— Time, julho de 2009
No começo do ano 2000, tanto o New York Times quanto o Time Out New York publicaram perfis de Williamsburg, no Brooklyn, sem usar o termo hipster; o Times referiu-se a "boêmios" e o TONY a "tipos artísticos de East Village". Por volta de 2003, quando The Hipster Handbook (O Manual do Hipster) foi publicado por um morador de Williamsburg, Robert Lanham, o termo passou a ser amplamente utilizado para se referir a Williambsurg e bairros similares. O Manual do Hipster descreve os hipsters como pessoas jovens com "cortes de cabelo mop-top, café, carteiras retrô, falando em seus celulares, fumando cigarros europeus... desfilando em sapatos de plataforma com uma biografia de Che Guevara saindo de suas bolsas". Lanham também descreve os hipsters da seguinte forma: você se graduou em uma faculdade de artes liberais cujo time de futebol não vence um jogo desde o governo Reagan" e você tem um amigo republicano que você sempre descreve como sendo 'um amigo republicano'". Alguns consideram que a fase inicial de reutilização do termo começou em 1999 e terminou em 2003.